# Teodosio di Pečers'k
Teodosio di Pečers'k, conosciuto anche come Teodosio di Kiev (Vasyl'kiv, 1029 – 3 maggio 1074), è stato un monaco cristiano russo, colui che portò il monachesimo cenobita nella Rus' di Kiev fondando, con sant'Antonio di Pečers'k, la Pečers'ka Lavra (monastero delle grotte). È venerato come santo dalla Chiesa ortodossa russa.

## Biografia
I particolari della sua vita si conoscono grazie all'opera di Nestore di Pečers'k, celebre cronista medievale e monaco del monastero di Pečers'ka Lavra, che scrisse l'agiografia di Teodosio una decina d'anni dopo la sua morte, intorno al 1084.
Teodosio nacque nel 1029 a Vasyl'kiv, paese nella regione di Kiev da genitori benestanti. Rimasto orfano di padre all'età di tredici anni, visse nella giovinezza un rapporto oltremodo conflittuale con la madre poco propensa ad assecondare la vocazione religiosa che in lui era sorta già nell'adolescenza. Subito dopo la morte del genitore, che in vita aveva svolto la prestigiosa professione di giudice, Teodosio aveva infatti iniziato a regalare i propri indumenti, vestendosi solo di semplici stracci, e ad aiutare i contadini nel loro lavoro nei campi.
La situazione giunse al culmine quando la madre trovò i vestiti di Teodosio sporchi di sangue e scoprì che le ferite riportate dal figlio erano da attribuirsi a delle catene che portava sotto gli abiti. Dopo l'ennesimo scontro il ragazzo fuggì quindi di casa per raggiungere la Terra santa, unendosi ad un gruppo di pellegrini lì diretti. Dopo tre giorni, secondo la sua biografia, la madre lo raggiunse, rimproverò i pellegrini di aver accettato con loro un ragazzo di così giovane età e lo riportò nella propria casa, dove rimase legato in catene fino a che non ebbe promesso alla genitrice di non spingersi mai più in un'avventura del genere.

Ricevuta notizia di ciò che era successo, il governatore della regione di Kiev, cercando di mediare tra i due per risolvere la situazione di tensione, permise a Teodosio a servire messa nella chiesa locale.

Qui, secondo l'autore della Vita, durante una funzione ascoltò un coro liturgico che recitava "colui che amerà sua madre e suo padre più di Me, non sarà degno di Me".
Colpito da quelle parole e approfittando della temporanea assenza per qualche giorno della madre, Teodosio decise di aggregarsi ad una comunità monastica presente nelle vicinanze del suo paese, dalla quale non fu accolto perché era privo di denaro, non avendo portato con sé altro che un tozzo di pane per nutrirsi.
Oltremodo deluso da tale accoglienza e venuto a conoscenza della presenza di un monaco "in odore di santità" che viveva insieme ad altri monaci in alcune grotte non lontano dal capoluogo, Teodosio raggiunse Antonio di Pečers'k, che lo accolse e lo fece diventare suo discepolo. Nel 1055 fu quindi ordinato monaco dal monaco Nikon, all'età di 23 anni.

Saputo dove si trovava il figlio, Nestore di Pečers'k racconta che la madre si diresse al monastero per convincerlo a tornare a casa ma che, dopo aver parlato con lui, decise di ritirarsi nel monastero di San Nicola a Kiev, prendendo i voti.

Dopo la decisione del maestro di ritirarsi a vivere in solitudine e contemplazione presso le grotte vicine, Teodosio diventò discepolo di colui che Antonio aveva destinato a succedergli nella guida della comunità monastica, l'egumeno Barlaam.
Durante tale periodo della propria vita si stabilì in una piccola cella sita in una delle grotte e, all'interno di questa, riprese a praticare atti di mortificazione corporale. Su esempio dei santi delle lavre egiziane e palestinesi, era molto frugale nel mangiare: le sue agiografie narrano infatti che la sua dieta giornaliera era costituita sostanzialmente da una fetta di pane senza burro, da verdura cruda e da acqua di fonte. era solito passare le notti in veglia e, secondo le testimonianze raccolte da Nestore, chiunque si fosse avventurato presso la sua grotta nelle ore notturne lo avrebbe sentito piangere e disperarsi per poi, una volta bussato al suo uscio ripetutamente, essere accolto dal suo volto sorridente che lo rassicurava sul proprio riposo notturno. Durante la notte leggenda vuole che il santo, così come sarebbe poi accaduto ad altri abitatori della lavra, fosse disturbato da un demone pagano, il Domovoj (retaggio dell'antica religione simile nei comportamenti ai folletti delle religioni celtiche) il quale insinuava nella sua testa "canzoni oscene".
Teodosio, a dispetto delle sue pratiche ascetiche, non cercò mai l'isolamento dal mondo, continuando a vivere e a collaborare ai bisogni della comunità in cui viveva. Spesso durante la notte compiva lavori assegnati ad altri monaci e a chi gli chiedesse il motivo rispondeva che comunque non aveva niente da fare.
Divenuto a sua volta abate del monastero si adoperò per dotare di una regola comune la comunità di religiosi che nel frattempo si stava ampliando, inviando uno dei monaci più anziani a Costantinopoli con il compito di portare nelle terre russe la regola conventuale di Teodoro Studita donata dal patriarca Alessio (1025 - 1043).

In accordo con questa stabilì all'interno della lavra delle regole fisse che proibivano qualsiasi forma di possesso materiale e tutto ciò che potesse essere considerato superfluo: nel forno del monastero doveva essere prodotto solo e unicamente quanto necessario per il sostentamento dei monaci. Le giornate erano suddivise in ore di preghiera che avrebbero dovuto necessariamente alternarsi con ore di lavoro. Fu stabilito l'obbligo per ogni monaco di confidare i propri pensieri al priore, pratica quest'ultima che, nell'intenzione di Teodosio, sarebbe servita a bloccare sul nascere le passioni, prima che esse si materializzassero nelle anime dei monaci.
Teodosio stesso vigilò attivamente sull'adempimento delle regole imposte. La tradizione vuole che, poiché non dormiva quasi mai, avesse preso l'abitudine di controllare il comportamento dei monaci dopo la cena, quando, secondo le norme avrebbero dovuto fare ritorno alle proprie celle, e rimanere in silenzio fino alla mattina successiva: quando sorprendeva due fratelli a parlare l'abate non si dimostrava parco nelle ammonizioni.
Oltre all'introdurre per la prima volta il monachesimo cenobita in Russia, Teodosio trasformò l'insieme di caverne, dove originariamente si era ritirato insieme agli adepti di sant'Antonio di Pečers'k, in un monastero vero e proprio costruendo celle la dove le grotte non fossero state più sufficienti, piantando alberi, installando condutture che portassero acqua e destinando parte del terreno intorno al monastero alla coltivazione dei cereali. Accanto al monastero Teodosio fece costruire una casa per i miserabili, i ciechi, gli zoppi e i tribolati" che provvedeva a dare un sostentamento alle persone in difficoltà. A finanziare quest'ultima convergevano le offerte dei benefattori del monastero. A ulteriore riprova dell'attenzione di Teodosio verso i poveri e i derelitti vi è la circostanza che una volta alla settimana il monastero donava il pane prodotto eccezionalmente in eccedenza alla prigione di Kiev, dove veniva distribuito ai detenuti.
Il nuovo priore introdusse anche l'uso della lettura dei testi sacri durante i pasti, introducendo anche nel monachesimo russo la figura del copista avente ruolo di preservare i libri della cristianità che in altro modo sarebbero andati dispersi.

Improntò i suoi rapporti con il mondo esterno alla medesima austerità con cui viveva all'interno del monastero: pur cercando di tenere buoni rapporti con il potere temporale dei potentati vicini, Teodosio affermò l'assoluta indipendenza del proprio monastero da qualsiasi forma di potere e governo.
Cosciente del solco che si stava formando in quegli anni tra Chiesa cattolica e Chiesa ortodossa, Teodosio parteggiò apertamente per la seconda inviando al principe Izjaslav I di Kiev (1024-1078), un'epistola di cui è significativo il successivo stralcio: "Voi Latini avete rigettato la fede degli Apostoli e dei Santi Padri e avete accolto la fede ingiusta, piena di perdizione. Perciò siete respinti da noi. Perciò non è possibile servire insieme la Liturgia e partecipare nella Comunione".
In un mondo dove non c'erano organi capaci di amministrare efficacemente la giustizia i fedeli si rivolgevano al monastero per dirimere le controversie. Teodosio e gli altri monaci erano così chiamati a decidere riguardo ai problemi più disparati. Il ruolo della lavra non si esauriva tuttavia nelle funzioni spirituali, caritative e giurisdizionali: la sua ascesa in campo religioso ebbe infatti forti ripercussioni anche in campo politico. Teodosio, forte di questo, protestò energicamente contro il colpo di Stato che aveva visto la salita al trono di Sviatoslav II di Kiev e, successivamente, intercedette con successo con quest'ultimo riappacificandolo con i propri nemici.
Morì il 3 maggio 1074.

## Culto
Il 14 agosto 1092, diciott'anni dopo la morte di Teodosio, il monastero decise di trasportarne le reliquie nella nuova cattedrale di Kiev per esporle alla venerazione popolare: Nestor di Pečers'k, che aveva aiutato il priore nell'opera di recupero delle spoglie, racconta che tali si erano presentate ai suoi occhi incorrotte, "dimostrando", secondo leggende agiografiche tuttora radicate nella tradizione devozionale dei fedeli della Chiesa ortodossa russa, la santità di Teodosio. Venne canonizzato nel 1106 e la Chiesa ortodossa russa ne celebra la commemorazione liturgica il 3 maggio.

### Leggende e miracoli
Il vescovo Simone, autore del Patericorn delle grotte di Kiev, racconta nella sua opera che dieci anni dopo la scomparsa di Teodosio arrivò alla Pečers'ka Lavra un gruppo di iconografi greci, domandando di poter parlare con i due monaci che avevano loro commissionato l'opera di affrescare le pareti del monastero.

Si dichiararono arrabbiati e desiderosi di recedere dal contratto, perché l'opera sarebbe stata molto più complicata di quello che era stato fatto loro credere a causa delle dimensioni dell'edificio. Per iniziare il loro lavoro desideravano pertanto più oro di quanto i due religiosi avevano loro consegnato a Costantinopoli.

L'abate Nikon, quando capì che i monaci cui questi facevano riferimento erano Teodosio e Antonio di Pečers'k, rispose loro che si dovevano essere sbagliati sulla loro reale identità, poiché i due religiosi erano morti da ormai una decina d'anni e non avrebbero potuto quindi trovarsi nelle circostanze di tempo narrategli nel Bosforo.

I Greci, secondo il racconto del vescovo Simone, si sarebbero mostrati dapprima diffidenti alle parole dell'abate ma, quando furono loro mostrate due icone raffiguranti i santi e riconoscendo in loro le due persone che avevano commissionato l'opera, gridando al miracolo si sarebbero inginocchiati e avrebbero successivamente ricoperto gratuitamente di affreschi tutte le pareti del monastero, decidendo, alla fine della loro opera, di diventare a loro volta monaci.